# Frangia

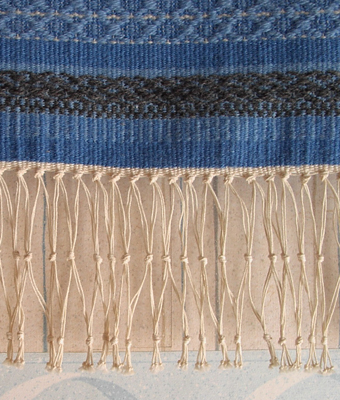
Frangia di tappeto

La frangia è un ornamento tessile posto sul bordo di capi d'abbigliamento o pezzi d'arredamento.

## Strutturale
Le frange strutturali sono ottenute dall'estremità dei fili d'ordito di un tessuto che vengono bloccati, tramite una cucitura o annodati, per impedire al filo di trama  di scivolare causando il disfacimento del tessuto stesso; in questo modo sono fatte le frange di sciarpe, asciugamani, tappeti.
Possono essere annodate in modo semplice o molto complesso realizzando intrecci che creano una bordura artistica come il macramè o il tombolo.

## Decorativa
Le frange decorative sono costruite come oggetto a sé stante e applicate come decorazione. 
Fanno parte della passamaneria e vengono aggiunte per rifinire telerie da arredamento come: tendaggi, copriletti, mantovane e tovaglie. Come elementi decorativi di capi di abbigliamento furono in voga nei secoli scorsi ed esaurirono il loro ciclo nel campo della moda col finire degli anni '20.

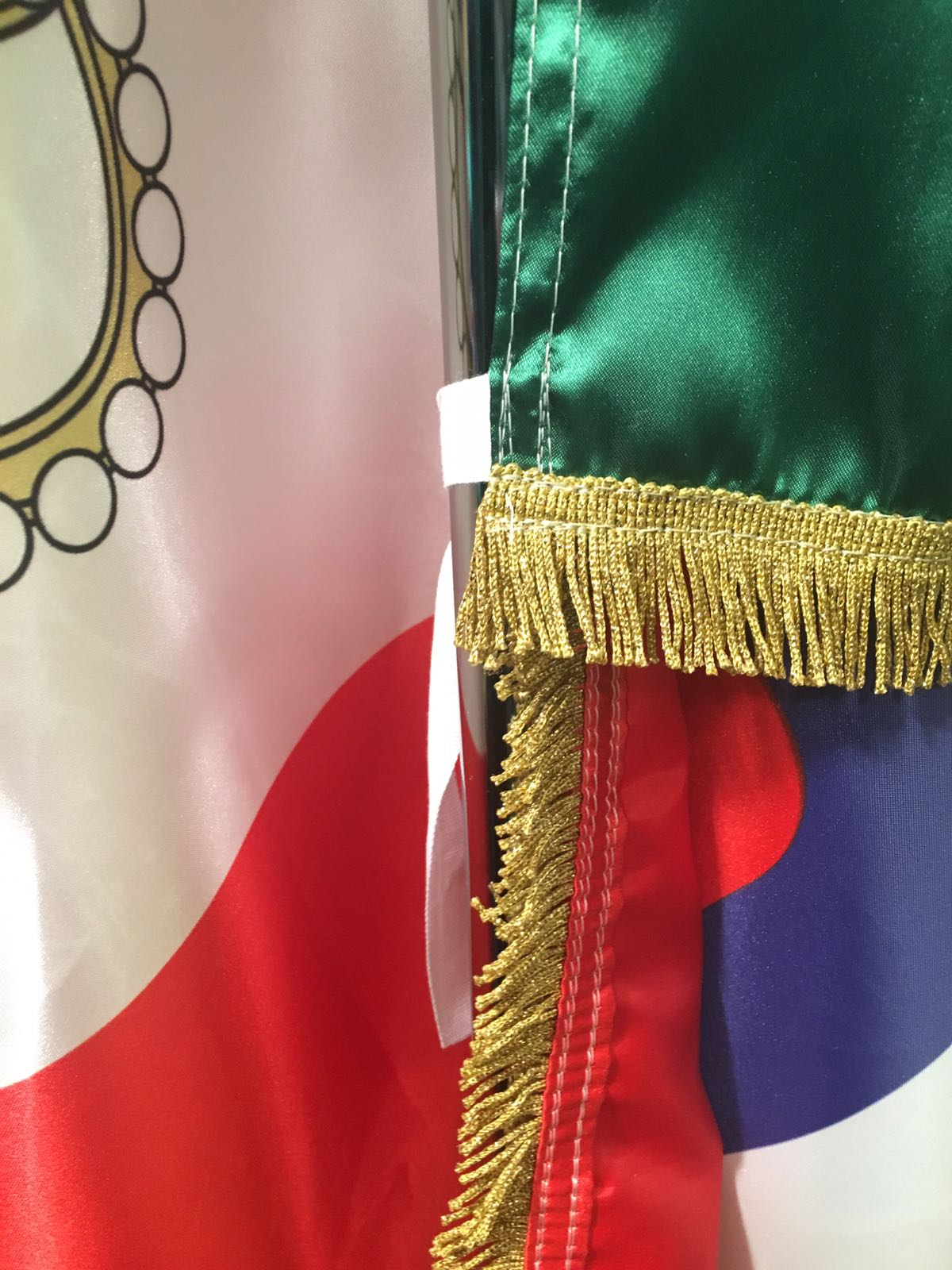
Dettaglio della frangia oro di una bandiera di stato del Regno d'Italia.

Rimangono in uso nel campo dell'abbigliamento ecclesiastico e nelle divise militari soprattutto da parata. Sono utilizzate ancora oggi nell'arredamento liturgico, teatrale e su bandiere, stemmi, palii e gagliardetti.
Le frange di passamaneria sono realizzate da appositi telai che costruiscono un nastro sottile da un lato del quale sporgono dei fili di trama che costituiscono la frangia propriamente detta. Materiali d'elezione, per la loro preziosità, erano un tempo la seta e il filato d'oro oggi sostituiti con gli stessi effetti dalle tecnofibre.

## Figurativa
Ampliamento artificioso e gratuito.

## Letteraria
L'estensione del termine, in letteratura, indica la parte prevalentemente fantasiosa di un racconto o di un romanzo.
Un romanzo biografico è solitamente composto da una parte realmente accaduta ed un'altra di fantasia. Quest'ultima è denominata "frangia" del racconto, in ossequio all'immagine metaforica dei fili dell'ordito tessile che si allontanano dall'intreccio originale, costituente la parte strutturale del filato (ad esempio un tappeto, una tovaglia ricamata, ecc), "filando" in altre direzioni, sciolte dal vincolo con la realtà.